# EN 16114
EN 16114 Management consultancy services in italiano servizi di consulenza di management, è una norma europea incentrata sulla fornitura di servizi professionali di Consulenza di Management da parte del "MCSPs" (Management Consultancy Service Provider).

## Storia
Dopo un lavoro di tre anni del comitato CEN/PC 381 iniziato a Milano l'8 Settembre 2008, la norma è stata pubblicata per la prima volta dal CEN il 28 Settembre 2011. 
il 9 Novembre 2011 a Bruxelles, in un evento specifico organizzato presso la sede CEN-Cenelec è stata presentata ufficialmente la norma EN 16114:2011 alla presenza di rappresentanti dell'Unione europea e dell'International Council of Management Consulting Institutes (ICMCI) e della Federazione FEACO (European Federation of Management Consultancies Associations).
La versione italiana UNI EN 16114 è stata pubblicata dall'UNI il 10 Novembre 2011 con il titolo: Consulenza di direzione (consulenza di management).
Successivamente il CEN ha trasformato il PC 381 (Project Committee) nato per il progetto della norma EN 16114, in TC 381 (Technical Committee) comitato normativo permanente per il settore Management Consultancy Services.

## Caratteristiche
La norma europea fornisce le linee guida per l'erogazione efficace dei servizi di consulenza di management.
È applicabile a tutte le "MCSPs": aziende pubbliche e private, enti governativi, organizzazioni nonprofit e le unità di consulenza interne, indipendentemente dalla loro proprietà, struttura, dimensioni o specializzazione.
Si applica a qualsiasi tipo di incarico di consulenza di management per qualsiasi tipo di cliente e non pone alcun obbligo al cliente.
La norma offre suggerimenti per lo svolgimento di servizi di consulenza di management, tra cui:
- Le questioni legali ed etiche (punto 4);
- Gestione, comunicazione e valutazione (punto 4);
- Relazioni con i clienti (punto 4);
- Proposta e accordo (punto 5);
- Pianificazione ed esecuzione (punto 6);
- Chiusura (punto 7).

La norma è indipendente da altri documenti normativi o regolamentari, come ad esempio:
Fornitura di supporto alle piccole imprese (vedi CEN/TS 99001);
Sistemi di gestione per la qualità (vedi EN ISO 9001);
Appalti pubblici (vedi direttiva sugli appalti pubblici 2004/18/CE).
Non impone o interferisce con eventuali obblighi contrattuali o di diritti di proprietà intellettuale.
Inoltre, non richiede né implica la necessità di certificazione di terze parti. Non è intesa per la certificazione, uso normativo o contrattuale, e non è destinata né progettata per essere utilizzata come base per una qualifica personale o organizzativa.
Dal 2011, la norma EN 16114 è utilizzata a livello internazionale come riferimento principale per i servizi di consulenza di management.